# Pavica Gvozdić
Pavica Gvozdić (Srijemska Mitrovica, 29. lipnja 1937. – Tuheljske Toplice, 9. prosinca 2023.), bila je istaknuta hrvatska pijanistica i jedna od najuspješnijih klavirskih pedagoginja u Hrvatskoj.
Diplomirala je i magistrirala u razredu prof. Svetislava Stančića na Muzičkoj akademiji u Zagrebu 1960. godine. Potom se usavršavala kod prof. Magde Tagliaferro u Parizu. Laureat je pijanističkog natjecanja u Münchenu, kao i Natjecanja "Magda Tagliaferro", gdje je nagrađena posebnom nagradom "Maurice Dandelot". Svečanim koncertom 29. prosinca 1973. godine otvorila je Koncertnu dvoranu "Vatroslav Lisinski", izvevši prvi koncert za klavir Petra Iljiča Čajkovskog.
Održavala je solo recitale te nastupala s najuglednijim svjetskim orkestrima te dirigentima kao što su Lovro pl. Matačić, Antonio Janigro, Milan Horvat, Kurt Sanderling, Leopold Hager i Carlo Zecchi. Njezin veliki repertoar u rasponu od klasične do suvremene pijanističke literature uključuje trideset koncerata. Ime Pavice Gvozdić uvršteno je u popis sto najznačajnijih pijanista 20. stoljeća u Enciklopediji suvremenih pijanista (Moskva) iz 1988.
Djelovala je kao dugogodišnji profesor klavira na Muzičkoj Akademiji u Zagrebu i odgojila generacije uspješnih pijanista. Gostovala je u inozemstvu i održavala majstorske tečajeve na više sveučilišta i konzervatorija u Kanadi, na Kubi, u Portugalu i u Japanu. Nastupala je u najvećim europskim glazbenim središtima, u Kanadi i Japanu. Snimila je velik broj nosača zvuka za Jugoton (kasnije Croatia Records).
Oproštajni koncert od publike povodom šezdesete obljetnice umjetničkog djelovanja Pavica Gvozdić održala je u velikoj dvorani Hrvatskog glazbenog zavoda 28. travnja 2019. godine u okviru Festivala sv. Marka, održavši cjelovečernji recital popraćen ovacijama. Dobitnica je mnogih nagrada poput Nagrade Vladimir Nazor za životno djelo 2013., Josip Slavenski, Milka Trnina, Orlando i Marul. Nagrada Porin za životno djelo joj je uručena 23. ožujka 2018. u Splitu.